# Золотая малина (премия, 2021)
41-я церемония объявления лауреатов премии «Золотая малина» за сомнительные заслуги в области кинематографа за 2020 год. Номинанты были объявлены 11 марта 2021 года. В связи с пандемией и последующим закрытием кинотеатров, а также другими наградами для номинации были действительны фильмы, напрямую передаваемые потоковым сервисам.

## Даты
Данные взяты с официального сайта.
| Дата            | Событие                                                  |
| --------------- | -------------------------------------------------------- |
| 26 февраля 2021 | Бюллетени для выдвижения кандидатов по электронной почте |
| 11 марта 2021   | Объявление номинантов                                    |
| 24 апреля 2021  | Объявление победителей                                   |

## Список лауреатов и номинантов
• Лауреаты выделены отдельным цветом. 
| Категории                                                                                     | Лауреаты и номинанты |
| --------------------------------------------------------------------------------------------- | --- |
| Худший фильм                                                                                  | • Абсолютное доказательство / Absolute Proof (Продюсеры: Мэри Фаннинг, Брэннон Хоуз и Майк Линделл)                                                                     |
| Худший фильм                                                                                  | • 365 дней / 365 dni (Продюсеры: Dni Мацей Кавульски, Ева Левандовска, Томаш Мандес)                                                                                    |
| Худший фильм                                                                                  | • Удивительное путешествие доктора Дулиттла / Dolittle (Продюсеры: Джо Рот, Сьюзан Дауни, Джефф Киршенбаум)                                                             |
| Худший фильм                                                                                  | • Остров фантазий / Fantasy Island (Продюсер: Джейсон Блум) |
| Худший фильм                                                                                  | • Мьюзик / Music (Продюсер: Сия) |
| Худший режиссёр                                                                               | • Сия — «Мьюзик» |
| Худший режиссёр                                                                               | • Чарльз Бэнд — Все 3 фильма о Барби и Кендре («Корона зомби», «Барби и Кендра, спасают короля-тигра» и «Барби и Кендра, Зона шторма 51»)                               |
| Худший режиссёр                                                                               | • Барбара Бяловонс и Томаш Мандес — «365 дней» |
| Худший режиссёр                                                                               | • Стивен Гейган — «Удивительное путешествие доктора Дулиттла» |
| Худший режиссёр                                                                               | • Рон Ховард — «Элегия Хиллбилли» |
| Худшая актриса                                                                                | • Кейт Хадсон — «Мьюзик» за роль Зу |
| Худшая актриса                                                                                | • Кэти Холмс — «Кукла 2: Брамс» и «Секрет» за роль Лизы и Миранды Уэлс                                                                                                  |
| Худшая актриса                                                                                | • Энн Хэтэуэй — «Последнее, чего он хотел» и «Ведьмы» за роль Евы Эрнст                                                                                                 |
| Худшая актриса                                                                                | • Лорен Лэпкус — «Не та девушка» за роль Мисси |
| Худшая актриса                                                                                | • Анна-Мария Секлюцкая — «365 дней» за роль Лауры Белль |
| Худший актёр                                                                                  | |
| • Майк Линделл — «Абсолютное доказательство» за роль самого себя                              | |
| • Роберт Дауни-младший — «Удивительное путешествие доктора Дулиттла» за роль Доктора Дулиттла | |
| • Микеле Морроне — «365 дней» за роль Массимо Торичелли                                       | |
| • Адам Сэндлер — «Хэллоуин Хьюби» за роль Хьюби Дюбуа                                         | |
| • Дэвид Спейд — «Не та девушка» за роль Тимоти Морриса                                        | |
| Худший актёр второго плана                                                                    | • Рудольф Джулиани — «Борат 2» за роль самого себя |
| Худший актёр второго плана                                                                    | • Чеви Чейз — «Превосходный мистер Данди» за роль Чеви |
| Худший актёр второго плана                                                                    | • Шайа Лабаф — «Выбивая долги» за роль Крипера |
| Худший актёр второго плана                                                                    | • Арнольд Шварценеггер — «Тайна печати дракона» за роль Джеймса Хука |
| Худший актёр второго плана                                                                    | • Брюс Уиллис — «Брешь», «Жесткое убийство», «Дожить до утра» за роли Клэя Янга, Дерека Миллера и Френка.                                                               |
| Худшая актриса второго плана                                                                  | • Мэдди Зиглер — «Мьюзик» за роль Мьюзик |
| Худшая актриса второго плана                                                                  | • Гленн Клоуз — «Элегия Хиллбилли» за роль Мамы |
| Худшая актриса второго плана                                                                  | • Люси Хейл — «Остров фантазий» за роль Мэлани Коул |
| Худшая актриса второго плана                                                                  | • Мэгги Кью — «Остров фантазий» за роль Гвен Олсен |
| Худшая актриса второго плана                                                                  | • Кристен Уиг — «Чудо-женщина: 1984» за роль Барбары Энн Минервы / Гепарды                                                                                              |
| Худший сценарий                                                                               | • «365 дней» — Томаш Клималла, Барбара Бяловач, Томаш Мандес и Бланка Липинска                                                                                          |
| Худший сценарий                                                                               | • Все 3 фильма о Барби и Кендре (Corona Zombies, Barbie & Kendra Save the Tiger King и Barbie & Kendra Storm Area 51) — Кент Рудебуш, Сильвия Санта-Крус и Билли Батлер |
| Худший сценарий                                                                               | • «Удивительное путешествие доктора Дулиттла» — Стивен Гейган и Томас Шеперд                                                                                            |
| Худший сценарий                                                                               | • «Остров фантазий» — Джиллиан Джейкобс, Крис Роуч и Джефф Уодлоу |
| Худший сценарий                                                                               | • «Элегия Хиллбилли» — Ванесса Тейлор |
| Худший ремейк, подделка или сиквел                                                            | |
| • Удивительное путешествие доктора Дулиттла / Dolittle (Universal Pictures)                   | |
| • 365 дней / 365 dni (Next film)                                                              | |
| • Остров фантазий / Fantasy Island (Columbia Pictures)                                        | |
| • Хэллоуин Хьюби / Hubie Halloween (Netflix)                                                  | |
| • Чудо-женщина: 1984 / Wonder Woman 1984 (Warner Bros. Pictures)                              | |
| Худшая экранная комбинация                                                                    | • Рудольф Джулиани и его штаны на молнии — «Борат 2» |
| Худшая экранная комбинация                                                                    | • Роберт Дауни-младший и его совершенно неубедительный «валлийский» акцент — «Удивительное путешествие доктора Дулиттла»                                                |
| Худшая экранная комбинация                                                                    | • Харрисон Форд и эта совершенно фальшивая CGI «собака» — «Зов предков»                                                                                                 |
| Худшая экранная комбинация                                                                    | • Лорен Лэпкус и Дэвид Спейд — «Не та девушка» |
| Худшая экранная комбинация                                                                    | • Адам Сэндлер и его пронзительный простоватый голос — «Хэллоуин Хьюби»                                                                                                 |

## Фильмы с множеством номинаций и побед
Фильмы, которые получили несколько номинаций:
| Номинации | Фильм                                     |
| --------- | ----------------------------------------- |
| 6         | 365 дней                                  |
| 6         | Удивительное путешествие доктора Дулиттла |
| 5         | Остров фантазий                           |
| 4         | Мьюзик                                    |
| 3         | Элегия Хиллбилли                          |
| 3         | Хэллоуин Хьюби                            |
| 3         | Не та девушка                             |
| 2         | Абсолютное доказательство                 |
| 2         | Барби и Кендра спасают Короля Тигра       |
| 2         | Барби и Кендра штурмуют Зону 51           |
| 2         | Борат 2                                   |
| 2         | Корона Зомби                              |
| 2         | Чудо-женщина: 1984                        |

Фильмы, которые одержали несколько побед:
| Победы | Фильм                     |
| ------ | ------------------------- |
| 3      | Мьюзик                    |
| 2      | Абсолютное доказательство |
| 2      | Борат 2                   |